# بيت اليعيشي (العرش)

تعديل مصدري - تعديل

بيت اليعيشي هي إحدى قرى عزلة العرش بمديرية العرش التابعة لمحافظة البيضاء، بلغ تعداد سكانها 305 نسمة حسب تعداد اليمن لعام 2004.